# Severní Korea na Letních olympijských hrách 2008
Severní Koreu na Letních olympijských hrách v roce 2008 reprezentuje výprava 58 sportovců (21 mužů a 37 žen) v 12 sportech.

## Medailisté
| Medaile | Jméno        | Sport                | Soutěž                    |
| ------- | ------------ | -------------------- | ------------------------- |
| Zlato   | Hong Un-Jong | Sportovní gymnastika | Ženy přeskok              |
| Zlato   | Pak Hyon-Suk | Vzpírání             | Ženy do 63 kg             |
| Stříbro | An Kum-e     | Judo                 | Ženy Pololehká do 52 kg   |
| Bronz   | O Jong-Ae    | Vzpírání             | Ženy do 58 kg             |
| Bronz   | Pak Chol-Min | Judo                 | Muži pololehká do 66 kg   |
| Bronz   | Won Ok-Im    | Judo                 | Ženy Polostřední do 63 kg |